# LineageOS
LineageOS este un sistem de operare open source pentru smartphone-uri și tablete bazat pe Android dar și implementări de cod original. LineageOS continuă tradiția sistemului de operare CyanogenMod, fiind inițial o moștenire directă a acestuia cu performanțe îmbunătățite, și multiple posibilități de personalizare.  LineageOS 17 este cea mai nouă versiune și se bazează pe Android 10 preinstalat pe aproximativ 180  modele de smartphone sau tabletă. 

## Istoric
La 23 decembrie 2016, Cyanogen Inc. a anunțat închiderea serviciilor și a paginilor web cu proiectul open source CyanogenMod. LineageOS a fost lansat oficial pe 27 decembrie 2016 prin plasarea codului sursă pe GitHub  La 20 ianuarie 2017, echipa a anunțat lansarea primelor versiuni ale sistemului de operare LineageOS. 

## Versiuni
| Versiune LineageOS | Versiune Android   | Prima versiune lansată |
| ------------------ | ------------------ | ---------------------- |
| LineageOS 13       | 6.0.1 Marshmallow  | 22 Ianuarie2017        |
| LineageOS 14.1     | 7.1.1/7.1.2 Nougat | 22 ianuarie 2017       |
| LineageOS 15.1     | 8.1.0 Oreo         | 26 februarie 2018      |
| LineageOS 16.0     | 9.0 pie            | 1 martie 2019          |
| LineageOS 17.1     | 10                 | 1 aprilie 2020         |